# League of Legends Championship Pacific
League of Legends Championship Pacific (viết tắt: LCP, tiếng Việt: Giải vô địch thể thao điện tử Liên Minh Huyền Thoại Thái Bình Dương), là giải đấu thể thao điện tử Liên Minh Huyền Thoại chuyên nghiệp duy nhất dành riêng cho các đội tuyển thể thao điện tử LMHT ở khu vực Châu Á–Thái Bình Dương.
Ngày 30 tháng 9 năm 2024, Riot Games thông báo một giải đấu đa khu vực hoàn toàn mới sẽ đến với Châu Á-Thái Bình Dương trong năm 2025 mang tên League of Legends Championship Pacific (LCP), giải đấu sẽ là một trong năm giải đấu khu vực hàng đầu thuộc Hệ Sinh Thái Esports Liên Minh Huyền Thoại
. LCP sẽ thay thế Pacific Championship Series (PCS) và Vietnam Championship Series (VCS) để trở thành giải đấu hạng nhất. Cả hai giải, cùng với League of Legends Japan League (LJL) - được gộp vào PCS từ mùa giải 2024, sẽ trở thành giải hạng hai.
LCP sẽ sử dụng mô hình nhượng quyền thương mại kết hợp và mô hình thăng hạng và xuống hạng, tương tự như hệ thống giải đấu Valorant Champions Tour (VCT) trong tựa game bắn súng chiến thuật Valorant của Riot. Bốn đội sẽ là "đội đối tác" trong giải đấu và không thể xuống hạng, trong khi bốn đội khác là "đội khách mời" có thể xuống hạng ở PCS, VCS, LJL hoặc các giải đấu phụ khu vực khác dựa trên vị trí của họ.
LCP bao gồm ba đội đến từ Việt Nam, hai đội đến từ Nhật Bản và Đài Loan và một đội đến từ Châu Đại Dương. Tất cả các đội sẽ thi đấu tập trung ở studio của Đài Bắc.
CTBC Flying Oyster đã đánh bại TALON trong trận chung kết tổng LCP Khởi động Mùa giải để là đội đầu tiên lên ngôi vô địch LCP Khởi động Mùa giải và giành được xuất đại diện cho khu vực LCP tham gia giải đấu First Stand 2025 diễn ra tại Hàn Quốc.

## Lịch sử
Ngày 11 tháng 6 năm 2024, Riot Games đã phát hành một bài đăng  có tiêu đề "LoL Esports: Dựng xây tương lai tươi sáng hơn",trong đó họ sẽ cải tổ bối cảnh cạnh tranh cho năm 2025. Trong số những thay đổi này có thông báo về giải đấu toàn Châu Á - Thái Bình Dương với sự tham gia của 8 đội sẽ thay thế PCS và VCS trở thành giải đấu cấp độ 1. Giải đấu này được công bố sẽ có hệ thống thăng hạng và xuống hạng, trong đó một số đội sẽ là đối tác nhượng quyền của giải đấu trong khi một số đội "khách mời" sẽ phải xuống hạng. Vào ngày 19 tháng 7, Riot đã công khai thông báo rằng giải đấu sẽ bao gồm bốn đối tác và bốn đội khách mời. Giải đấu sẽ chính thức ra mắt với tên gọi League of Legends Championship Pacific vào ngày 29 tháng 9, với thể thức cho mùa giải khai mạc được công bố vào ngày 1 tháng 11 và các đội được tiết lộ vào ngày 3 tháng 11.
Mặc dù là một phần của khu vực Châu Á - Thái Bình Dương rộng lớn hơn, nhưng đã có thông báo vào ngày 20 tháng 9 năm 2024 rằng LCO đã giải thể. Hiện tại vẫn chưa biết giải đấu nào sẽ thay thế giải đấu này như một giải đấu trong nước giúp các đội thăng hạng lên LCP.

## Thể thức

### Khởi động Mùa giải
- 8 đội thi đấu theo thể thức vòng tròn 1 lượt, các trận đấu sẽ thi đấu theo thể thức Bo3.
- 6 đội đứng đầu sẽ tiến vào Vòng loại trực tiếp.
  - Tất cả các trận đấu trong giai đoạn 1 đều sử dụng thể thức cấm chọn Fearless Draft, trong đó các tướng đã được chọn không thể được chọn lại trong các ván đấu sau. Ngày 16 tháng 3 năm 2025, Riot Games thông báo thể thức này sẽ tiếp tục được sử dụng trong phần còn lại của mùa giải 2025, bao gồm cả LCP, Mid-Season Invitational và Chung kết Thế giới.

### Giữa Mùa giải
- 8 đội thi đấu theo thể thức vòng tròn 1 lượt, các trận đấu sẽ thi đấu theo thể thức Bo3.[6]
- 6 đội đứng đầu sẽ tiến vào Vòng loại trực tiếp.
  - Vòng đầu tiên sẽ thi đấu theo thể thức loại trực tiếp giữa hạt giống thứ 3 đến thứ 6, các vòng còn lại sẽ thi đấu theo thể thức loại kép.
    - Hai vòng đầu tiên sẽ thi đấu theo thể thức Bo3, tất cả các vòng sau sẽ thi đấu theo thể thức Bo5.

### Chung kết Mùa giải
- Tại Vòng Bảng, 8 đội được chia làm 2 bảng dựa theo thứ hạng của các đội tại Giai đoạn Giữa Mùa giải:
  - 4 đội đứng đầu được xếp vào bảng Đấu Thủ, 4 đội còn lại được xếp vào bảng Đột Phá.
  - Các đội thi đấu theo thể thức vòng tròn 1 lượt, các trận đấu sẽ thi đấu theo thể thức Bo3.
- 2 đội đứng cuối bảng Đấu Thủ và 2 đội đứng đầu bảng Đột Phá sẽ tham dự loạt trận chia lại bảng đấu. 
  - Tại loạt trận này, 4 đội được chia làm 2 cặp đấu: đội hạng 4 từ Bảng Đấu Thủ và đội hạng 1 từ Bảng Đột Phá sẽ đối đầu, trong khi đội hạng 3 từ Bảng Đấu Thủ sẽ đối đầu với đội hạng 2 từ Bảng Đột Phá trong một trận Bo3 duy nhất. 
    - Các đội chiến thắng trong loạt trận chia lại bảng đấu này sẽ tham gia Bảng Đấu Thủ, trong khi các đội thua cuộc sẽ tham gia Bảng Đột Phá.
- Tại vòng Nhánh Đấu Chia Bảng, 2 bảng đấu tiếp tục thi đấu theo thể thức GSL, các trận đấu sẽ thi đấu theo thể thức Bo3.
  - 4 đội ở bảng Đấu Thủ và 2 đội đứng đầu bảng Đột Phá tiến vào Vòng loại trực tiếp. Các đội ở bảng Đấu Thủ sẽ chỉ thi đấu ở vòng Nhánh Đấu Chia Bảng để xác định thứ tự hạt giống tại Vòng loại trực tiếp (từ 1 đến 4)
- Vòng loại trực tiếp được diễn ra theo thể thức loại kép:
  - Hai vòng đầu tiên ở nhánh thắng sẽ thi đấu theo thể thức Bo3, tất cả các vòng còn lại sẽ thi đấu theo thể thức Bo5.
    - Các cặp đấu tại vòng 1 bao gồm: #3 đấu với #6, #4 đấu với #5. Tại vòng 2, đội hạt giống số 1 sẽ có quyền lựa chọn đối thủ trong 2 đội giành chiến thắng ở vòng 1; đội hạt giống số 2 sẽ mặc định gặp đội còn lại.

  - Nhánh thua sẽ thi đấu theo thể thức bậc thang:
    - 2 đội thua ở vòng 1 sẽ thi đấu ở lượt đấu đầu tiên; 2 đội thua ở vòng 2 sẽ thi đấu ở lượt đấu thứ 2 hoặc thứ 3 tùy theo thứ tự hạt giống sau vòng Nhánh Đấu Chia Bảng và đối đầu với đội thắng ở lượt đấu trước.

### Điều kiện tham gia các giải đấu quốc tế
- Đội vô địch Khởi động Mùa giải sẽ đủ điều kiện tham gia giải đấu First Stand.
- Đội vô địch và á quân Giữa Mùa giải sẽ đủ điều kiện tham gia giải đấu Mid-Season Invitational với tư cách là hạt giống số 1 và số 2 của khu vực LCP.
- Đội vô địch, á quân và hạng 3 Chung kết Mùa giải sẽ đủ điều kiện tham gia giải đấu Chung kết Thế giới với tư cách là hạt giống số 1, số 2 và số 3 của khu vực LCP.
  - Nếu LCP giành được thêm một suất tham dự Chung kết thế giới thông qua MSI, đội đứng thứ tư trong Chung kết mùa giải sẽ đủ điều kiện trở thành hạt giống thứ tư của LCP.

### Vòng thăng hạng
- Vòng thăng hạng LCP sẽ có 2 vòng riêng biệt là vòng Cạnh tranh tự do (Free for All - FFA) và vòng Thành tích khu vực (Regional Merit - RM).
- Những đội quốc nội đã tham gia tranh suất FFA sẽ không đủ điều kiện để tiếp tục tranh suất RM.
- Nếu một đội khách mời giành quyền tham dự Chung Kết Thế Giới, họ sẽ được miễn tham gia Giải Thăng Hạng trong năm đó.
- Nếu một đội quốc nội đủ điều kiện tham dự Vòng Thăng Hạng là đội học viện của một đội thuộc LCP, thì đội đó sẽ không được tham gia.
  - Suất thi đấu khi đó sẽ được trao cho đội không phải học viện có thứ hạng cao nhất trong giải đấu đó.

Các đội quốc nội hiện đang đủ điều kiện thăng hạng lên LCP bao gồm:
- Quán quân chung kết mùa giải LJL
- Quán quân chung kết mùa giải VCS
- Quán quân giai đoạn 3 PCS
- Suất Wild Card (các khu vực đủ điều kiện bao gồm nhưng không giới hạn ở Thái Lan, Indonesia, Malaysia và Philippines)

#### Vòng Cạnh tranh tự do
- Đội khách mời có thành tích kém nhất tại Chung kết Mùa giải sẽ phải thi đấu tại vòng FFA với 4 đội từ các giải đấu quốc nội để bảo vệ suất Khách mời.

#### Vòng Thành tích khu vực
- Đội khách mời thứ hai sẽ phải thi đấu tại vòng RM, xảy ra 2 trường hợp:
  - Nếu có nhiều hơn một đội khách mời còn lại đến từ cùng một khu vực (hiện tại là 2 đội đến từ Việt Nam), đội có thành tích kém hơn trong 2 đội đó sẽ phải tham gia vòng RM.
  - Ngược lại, nếu các đội khách mời còn lại đều đến từ các khu vực khác nhau, đội khách mời có thành tích kém nhất trong số đó sẽ phải tham gia vòng RM. 
    - Trong trường hợp cả hai đội đến từ Việt Nam cùng tham dự Chung Kết Thế Giới thì đội khách mời còn lại sẽ phải tham gia vòng RM.
    - Nếu có 3 đội khách mời cùng tham dự Chung Kết Thế Giới thì vòng RM sẽ bị hủy.

## Danh sách đội tuyển
Ngày 2 tháng 11 năm 2024, Riot Games và ban tổ chức LCP đã thông báo sẽ có 8 đội tuyển tham gia tranh tài tại LCP 2025, bao gồm 4 đội đối tác và 4 đội khách mời. Bốn đội đối tác sẽ có suất mặc định tại giải đấu và không bị đánh xuống hạng, bốn đội khách mời tùy theo thành tích sẽ phải xuống hạng và thi đấu ở giải hạng dưới LCP (hiện tại bao gồm VCS, PCS và LJL) dựa trên khu vực của họ. Bốn đội khách mới đầu tiên của giải bao gồm: 2 đội từ VCS và PCS (nếu không phải là đội đối tác) có thành tích tốt nhất vào Giai đoạn Mùa Hè 2024 và 2 đội khách được mời.
LCP mùa giải 2025 bao gồm ba đội đến từ Việt Nam, hai đội đến từ Nhật Bản và Đài Loan và một đội đến từ Châu Đại Dương.

### Đội đối tác
| Đội                | Xuất hiện lần đầu tại LCP | Đội hình        | Đội hình      | Đội hình   | Đội hình         | Đội hình   | HLV Trưởng |
| Đội                | Xuất hiện lần đầu tại LCP | Đường Trên      | Đi Rừng       | Đường Giữa | Đường Dưới       | Hỗ Trợ     | HLV Trưởng |
| ------------------ | ------------------------- | --------------- | ------------- | ---------- | ---------------- | ---------- | ---------- |
| CTBC Flying Oyster | 2025                      | Driver Rest     | JunJia        | HongQ      | Doggo            | Kaiwing    | Chawy      |
| GAM Esports        | 2025                      | Kiaya           | Levi          | Aress Emo  | Artemis EasyLove | Elio XuHao | Archie     |
| PSG Talon          | 2025                      | Azhi            | Karsa         | Maple      | Betty            | Woody      | CorGi      |
| SoftBank Hawks     | 2025                      | Evi YellowYoshi | Courage Yohan | FATE       | Marble           | Gaeng      | moment     |

Nguồn: LoL Esports VN

### Đội khách mời
| Đội                     | Xuất hiện lần đầu tại LCP | Đội hình           | Đội hình | Đội hình   | Đội hình     | Đội hình | HLV Trưởng |
| Đội                     | Xuất hiện lần đầu tại LCP | Đường Trên         | Đi Rừng  | Đường Giữa | Đường Dưới   | Hỗ Trợ   | HLV Trưởng |
| ----------------------- | ------------------------- | ------------------ | -------- | ---------- | ------------ | -------- | ---------- |
| The Chiefs Esports Club | 2025                      | BioPanther         | Whynot   | JimieN     | Slayder      | Luon     | Ceres      |
| DetonatioN FocusMe      | 2025                      | RayFarky           | Citrus   | Aria       | Milan Kakkun | Harp     | Paz        |
| Team Secret Whales      | 2025                      | Hiro02 Steller Pun | Hizto    | Dire       | Eddie        | Taki     | Naul       |
| MGN Vikings Esports     | 2025                      | Kratos             | Gury     | Kati Chika | Shogun Sty1e | SiuLoong | SofM       |

Nguồn: LoL Esports VN

## Kết quả
| Năm  | Giai đoạn          | Vô địch            | Á quân      | Hạng 3              |
| ---- | ------------------ | ------------------ | ----------- | ------------------- |
| 2025 | Khởi động mùa giải | CTBC Flying Oyster | TALON       | MGN Vikings Esports |
| 2025 | Giữa Mùa giải      | CTBC Flying Oyster | GAM Esports | TALON               |
| 2025 | Chung kết Mùa giải |                    |             |                     |